# MiG-21

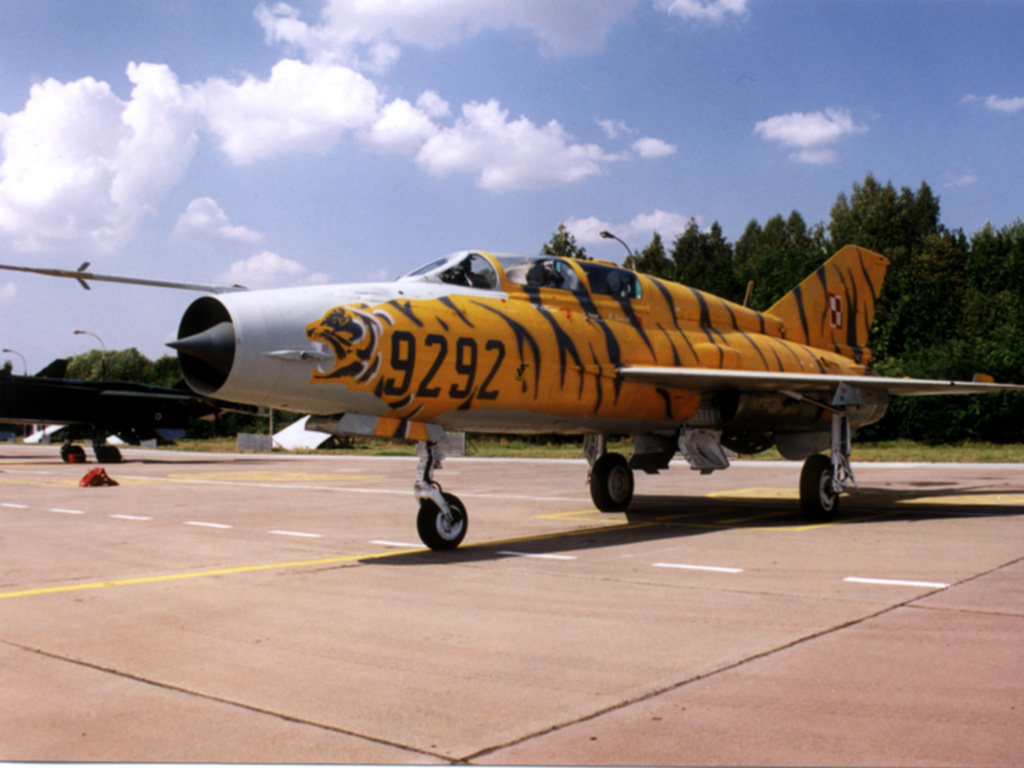
Szkolny dwuster MiG-21UM z 3.elt w Poznaniu

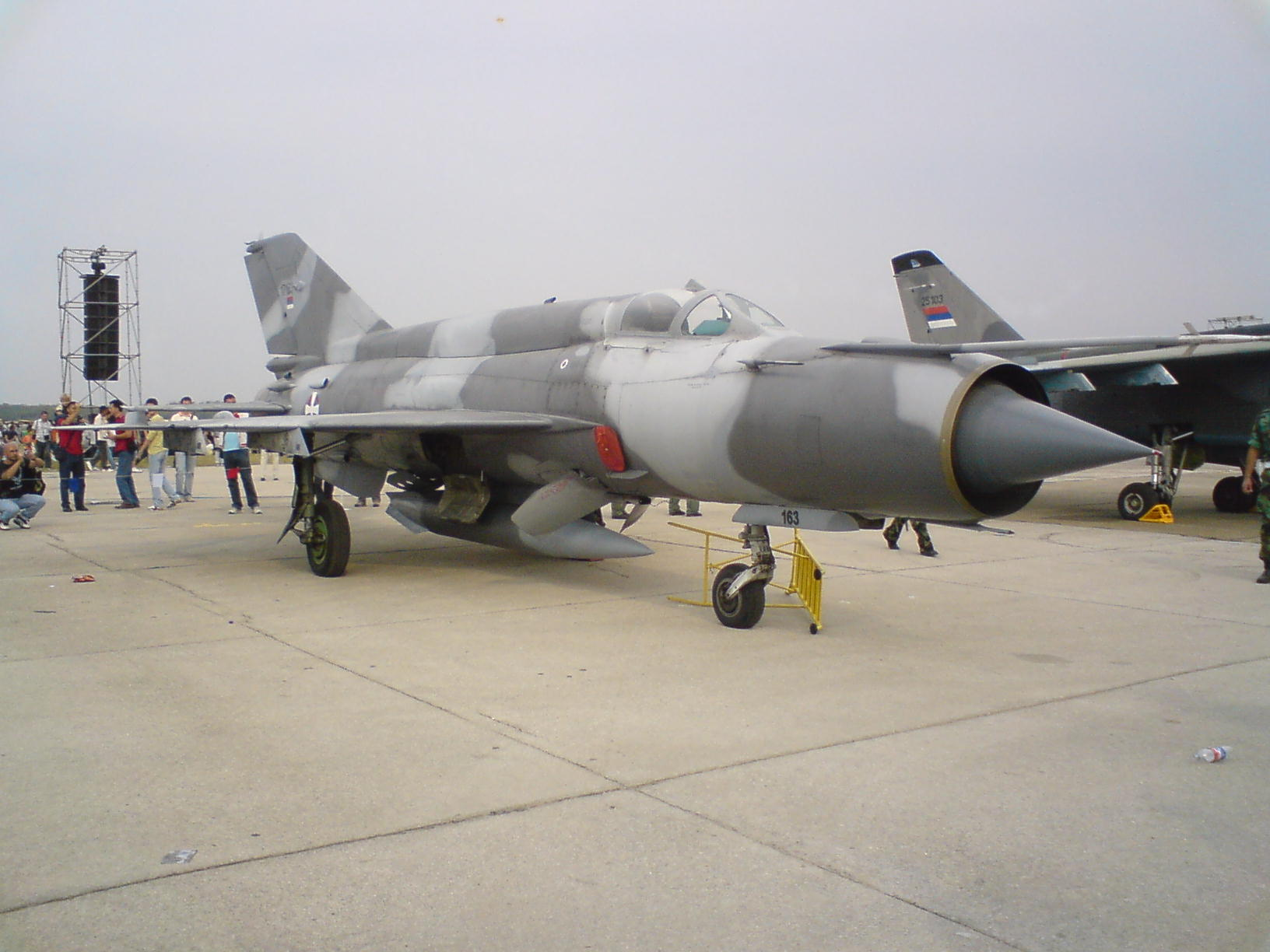
MiG-21 Sił Powietrznych Serbii

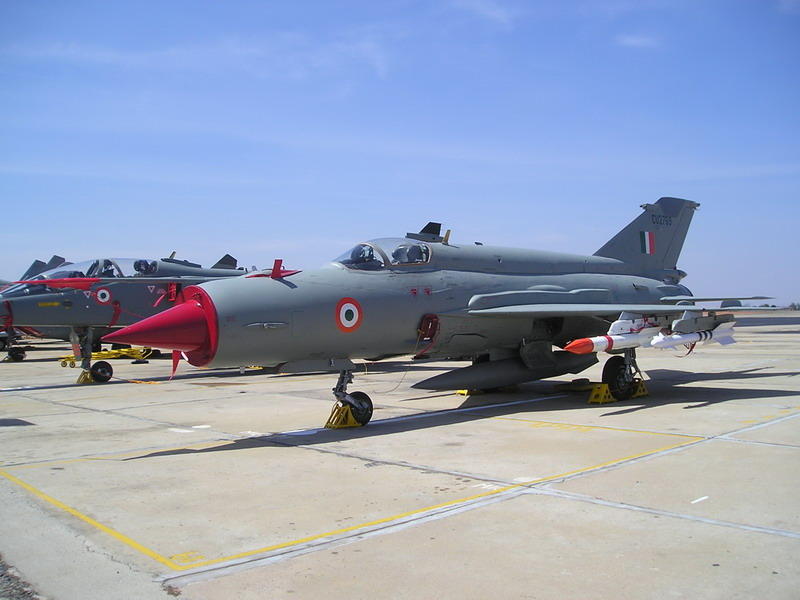
MiG-21 Sił Powietrznych Indii

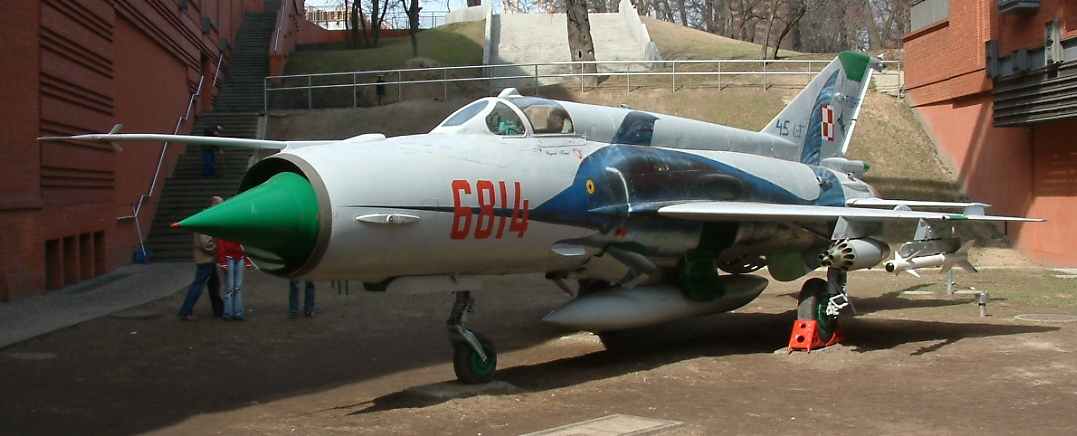
MiG-21MF w malowaniu 3. elt

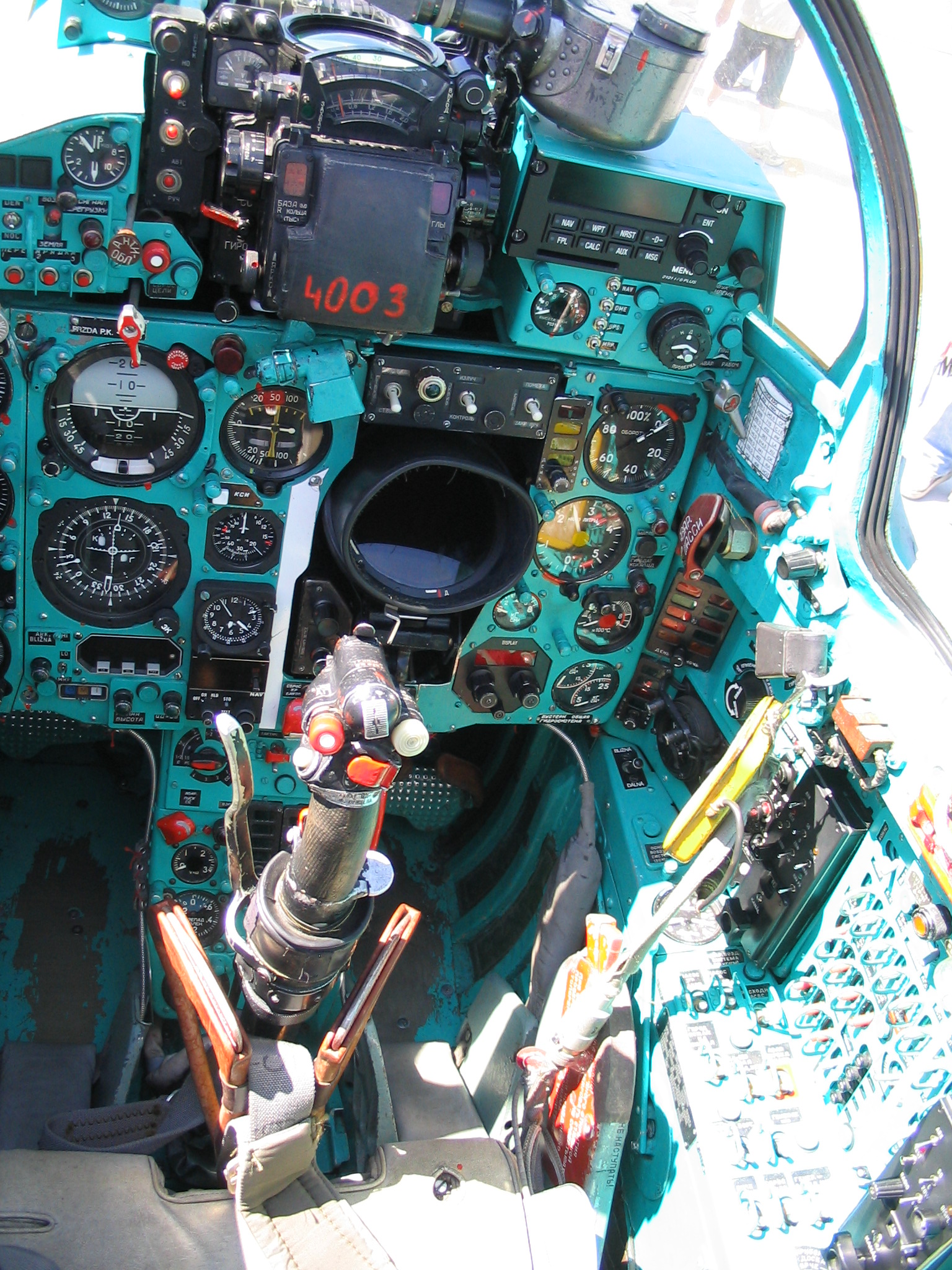
Kokpit samolotu MiG-21

MiG-21 (ros. МиГ-21, kod NATO „Fishbed”) – radziecki samolot myśliwski skonstruowany w latach 50. XX wieku w biurze konstrukcyjnym MiG (OKB, ros. ОКБ МиГ) przez Artioma Mikojana i Michaiła Guriewicza. Ze względu na swoją sylwetkę dorobił się wśród pilotów nazwy „ołówek” lub „bałałajka”.
Zastosowanie skrzydeł w układzie delta umożliwiło stworzenie w ZSRR pierwszej udanej konstrukcji łączącej cechy samolotu myśliwskiego i przechwytującego. MiG-21 jest lekkim myśliwcem zdolnym osiągnąć prędkość mach 2, używając równocześnie stosunkowo niewielkiej mocy silnika turboodrzutowego. To czyni go porównywalnym do amerykańskiego F-104 Starfightera lub francuskiego Mirage’a III. MiG-21 produkowany był na radzieckiej licencji w Czechosłowacji i Indiach. Planowano uruchomienie produkcji licencyjnej w Polsce pod oznaczeniem Lim-7. Jego chińska kopia nosi oznaczenie J-7 (F-7 w wersji eksportowej). Używały go 34 państwa: kraje Układu Warszawskiego (Bułgaria, Czechosłowacja, NRD, Polska, Rumunia, Węgry, ZSRR), Afganistan, Angola, Bangladesz, Egipt, Etiopia, Finlandia, Indie, Indonezja, Irak, Jemen, Jugosławia, Korea Północna, Kuba, Laos, Madagaskar, Mozambik, Nigeria, Somalia, Sudan, Syria, Tanzania, Wietnam, Zambia i Zimbabwe oraz po rozpadzie UW: Chorwacja i Republika Federalna Niemiec.

## Historia
Radzieckie doświadczenia i obserwacje z walk w Korei wykazały, że istnieje zapotrzebowanie na lekki myśliwiec o prędkości maksymalnej powyżej 2 Macha i o pułapie powyżej 20 000 m. Prace nad nową konstrukcją podjęło biuro konstrukcyjne OKB-155 Mikojana i Guriewicza. W efekcie prac 14 lutego 1954 r. został oblatany przez Grigorija Mosołowa samolot doświadczalny Je-2.
Samolot nie wykazał zakładanych osiągów, powodem był brak lekkiego silnika. W 1955 r. samolot został zmodyfikowany poprzez dodanie dodatkowego silnika rakietowego S-155. W tej konfiguracji samolot, w wersjach Je-50/1, Je-50/2 i Je-50/3, przekroczył prędkość 2 Ma, jednakże jego zasięg lotu był niewystarczający z uwagi na olbrzymie zużycie paliwa przez silnik rakietowy. W 1956 pojawił się silnik odrzutowy AM-11 konstrukcji biura Aleksandra Mikulina, który zastosowano w samolocie oznaczonym jako Je-2A.
22 marca 1956 r. Grigorij Siedow dokonał oblotu nowej konstrukcji. Kolejnym rozwinięciem konstrukcji była wersja oznaczona jako Je-4. Wyposażono ją w przekonstruowane skrzydła – skośne zamieniono na układ delta. Konieczne było przekonstruowanie podwozia i wewnętrznych zbiorników paliwa. 16 czerwca 1956 r. nastąpił oblot tej wersji przez Grigorija A. Siedowa. W płatowcu Je-4 zamontowano nowy silnik RD-11, który został również oblatany 9 stycznia 1956 r. przez Władmimira Niefiodowa jako wersja Je-5 i wykazał lepsze osiągi, sterowność, stateczność i sztywność konstrukcji od poprzednika. 24 czerwca 1956 r. samoloty Je-2A, Je-4 i Je-5 zostały zaprezentowane publicznie podczas parady z okazji Dnia Lotnictwa w Tuszyno.
Na bazie Je-4 w 1958 r. zbudowano wersję Je-6 z silnikiem R-11F-300, który traktowano już jako prototyp samolotu myśliwskiego. Samolot został oblatany przez Władmimira Niefiodowa, wykazał zadowalające osiągi, ale w katastrofie z 28 maja 1958 r. zginął oblatywacz. Przyczyną katastrofy było zgaśnięcie silnika po pompażu i kapotaż przy lądowaniu. Konstruktorzy przebudowali wlot powietrza do silnika oraz awaryjny układ sterowania, nowa wersja oznaczona jako Je-6/3 została oblatana w grudniu 1958 r. w Krasnowodsku. W tym samym czasie podjęto produkcję seryjną samolotu oznaczonego jako MiG-21F w zakładzie 21 w Gorki.
Wprowadzony do służby samolot był oceniany jako perspektywiczny – zastosowano w nim najnowsze technologie, miał wysokie osiągi i charakteryzował się dobrze ocenianymi właściwościami pilotażowymi. Odznaczał się wysokim stopniem zautomatyzowania układów pilotażowych, łączności, nawigacyjnych i uzbrojenia.
Samolot początkowo był przeznaczony do działań dziennych i przy dobrej pogodzie, nie posiadał też zbyt silnego uzbrojenia. Konstruktorzy bardzo szybko przystąpili do dokonywania zmian i opracowywania nowej wersji. Powstała wersja oznaczona jako MiG-21F-13 w której początkowo zmieniono uzbrojenie – zastosowano pociski rakietowe K-13 a uzbrojenie artyleryjskie ograniczono do jednego działka NR-30. Od 115. egzemplarza tej wersji zmieniono również obrys statecznika pionowego, zmieniono sposób zamykania kabiny oraz powiększono wewnętrzne zbiorniki paliwa od 200 litrów. Tak zmodyfikowana maszyna była produkowana również na licencji w Czechosłowacji w latach 1962–1966, od egzemplarzy z Gorkiego odróżniała je nieoszklona tylna część kabiny. Na początku 1961 roku licencja na produkcję MiG-21F-13 i silnika R-11F-300 została sprzedana Chinom, które otrzymały też dwa egzemplarze wzorcowe dwudziestu samolotów przeznaczonych do montażu w chińskich zakładach. Współpraca została zerwana ze względów politycznych, Chiny nie otrzymały dokumentacji technicznej samolotu. Chińczycy odtworzyli dokumentację we własnym zakresie i podjęli produkcję seryjną własnej wersji oznaczonej jako J-7.
Następnie powstały wersje eksperymentalne oznaczone Je-66A, Je-6W oraz Je-7. Na Je-6W testowano rakietowe przyśpieszacze startu, które wykorzystano w samolotach seryjnych. Na Je-7 zainstalowano celownik radiolokacyjny RP-21M Sapfir pozwalający na działanie w trudnych warunkach atmosferycznych i nocą oraz dodano dodatkowy wewnętrzny zbiornik paliwa. Je-7 badano w kilku wersjach, jedna z nich została utracona 8 maja 1960 r., kiedy to pilot doświadczalny I. N. Krawcow lądował z wyłączonym silnikiem i rozbił samolot. Zebrane doświadczenia pozwoliły na opracowanie nowej wersji samolotu, która otrzymała oznaczenie MiG-21P i weszła do produkcji w czerwcu 1960 r. Prace rozwojowe trwały nadal i J-7/4, po wyposażeniu w silnik R-11F2-300, pilota automatycznego KAP-2, radar RP-9-21 i pociski powietrze-powietrze R-3S, stał się wzorem dla MiG-ów drugiej generacji i wszedł do produkcji jako MiG-21PF. Wersja ta była produkowana w dużej mierze na eksport, samoloty trafiły do krajów Układu Warszawskie (Polska i NRD) oraz odbiorców zewnętrznych (Egipt, Etiopia, Sudan, Wietnam, Korea Północna, Jemen Północny i Kuba). Wersja produkowana na potrzeby Wietnamu otrzymała oznaczenie MiG-21PFV i dodatkowe zabezpieczenia antykorozyjne odpowiadające lokalnym warunkom.
Po wprowadzeniu MiG-21 do służby liniowej przystąpiono, zgodnie z przyjętymi w lotnictwie radzieckim zasadami, do opracowywania dwuosobowej wersji szkolno-bojowej pozwalającej przeszkalać pilotów lotach na nowym typie maszyny. Na początku 1961 r. przygotowano prototyp tej wersji, który otrzymał oznaczenie Je-6U. Na samolocie zabudowano dwuosobową kabinę, gdzie pierwsze miejsce zajmował uczeń a drugie instruktor. W 1963 r. rozpoczęto produkcję seryjną tej wersji oznaczonej jako MiG-21U. W późniejszych latach była stopniowo modyfikowana i produkowana jako MiG-21US i MiG-21UM. Produkowany seryjnie MiG-21PF również podlegał modyfikacjom, wprowadzono w nim klapy z nadmuchem oraz zmieniono osłonę kabiny aby dostosować ją do nowego fotela wyrzucanego KM-1.
Pod koniec lat 60. XX wieku rozpoczęto prace nad trzecią generacją samolotu MiG-21. Pojawiła się nowa generacja stacji radiolokacyjnej Saphir, jednakże jej większe wymiary wymusiły na konstruktorach ograniczenie pojemności zbiorników paliwa. Aby utrzymać dotychczasowy zasięg samolotu zdecydowano się na powiększenie zbiornika znajdującego się w owiewce za kabiną pilota. W niewielkiej ilości zbudowano wersję oznaczoną jako MiG-21S. Kolejne modyfikacje doprowadziły do powstania MiG-21SM z działkiem GSz-23Ł, czterema węzłami podwieszania uzbrojenia oraz nowym pilotem automatycznym AP-155. W ramach trzeciej generacji opracowano samoloty MiG-21SM, MiG-21M i MiG-21MF. Powstały również warianty rozpoznawcze MiG-21R i MiG-21RF zdolne przenosić dodatkowe pojemniki z wyposażeniem fotograficznym lub radiolokacyjnym.
Na bazie doświadczeń z wojny wietnamskiej postanowiono opracować nową wersję samolotu MiG-21, która miała pozwalać na prowadzenie walki powietrznej na niewielkich dystansach i na małej wysokości. Opracowano samolot, noszący w biurze projektowym oznaczenie Je-7 bis, wyposażony w silnik R-25-300, który dwukrotnie zwiększył prędkość wznoszenia i znacznie poprawił przyspieszenie na niskich wysokościach. Do uzbrojenia wprowadzono pociski R-13M i R-60M a radar został wymieniony na RP-22SM. Samolot otrzymał odbiornik radioliniowy ARL-SM, pilota automatycznego AP-155SN i przyśpieszacze startowe SPRD-99U2. Tak dopracowana konstrukcja została wprowadzona do produkcji pod oznaczeniem MiG-21bis i stanowi czwartą generację tego samolotu.
W 1975 r. do produkcji wprowadzono odmianę myśliwsko-bombową samolotu MiG-21bis, która otrzymała system automatycznego sterowania i radiotechniczny system bliskiej nawigacji. To dodatkowe wyposażenie poprawiło nawigację i umożliwiło automatyczne podejście do lądowania w trudnych warunkach atmosferycznych. Poza produkcją seryjną pracowano również nad dalszym rozwojem konstrukcji. W OKB Mikojana przygotowywano nową wersję samolotu, która miała mieć zdecydowanie poprawione charakterystyki manewrowe. Samolot miał mieć powiększony płat z dodanymi slotami na krawędzi natarcia oraz zwiększoną do sześciu ilość belek podwieszania uzbrojenia. Projekt zarzucono, a w 1987 r. zakończono produkcję samolotów MiG-21.
W późniejszych latach Indie zdecydowały się dokonać modernizacji posiadanych samolotów MiG-21bis. OKB Mikojana przygotowało dla nich program modyfikacji, który zakładał unowocześnienie wyposażenia radioelektronicznego i uzbrojenia. Samolot został wyposażony w radar Kopjo umożliwiający śledzenie i zwalczanie celów powietrznych w dowolnych warunkach atmosferycznych, z dowolnego kierunku, poruszających się na tle ziemi lub wody. Został wyposażony w kierowane pociski rakietowe R-27R1 i R-27T1 dające możliwość atakowania celów powietrznych ze znacznie większej odległości. Do walki na bliską odległości samolot posiada pociski R-73E współpracujące z hełmofonowym układem wskazywania celu. Dodatkowo przewidziano możliwość zainstalowania szyfrowanych systemów łączności, systemów ostrzegania oraz wyrzutni dipoli i pułapek termicznych. Dokumentacja techniczna została przekazana stronie indyjskiej w 1991 r. Pierwszy samolot w tym wariancie oblatano 25 maja 1995 r. w Niżnym Nowgorodzie. Otrzymał oznaczenie MiG-21-93 Bison, Indie zdecydowały się na modyfikację do tego standardu 100 posiadanych samolotów MiG-21bis.
W 1993 r. Rumuńskie Siły Powietrzne podjęły działania związane z modernizacją posiadanych samolotów MiG-21. Z pomocą izraelskich firm IAI i Elbit przygotowano program przebudowy, polegający m.in. na wyposażeniu samolotów w nowoczesne radary produkcji izraelskiej i system wyświetlania danych na szybie hełmu pilota oraz dostosowaniu węzłów podwieszania uzbrojenia i elektroniki samolotu do użytkowania uzbrojenia zarówno produkcji zachodniej, jak i byłego ZSRR. 110 samolotów zostało zmodyfikowane do odmian: LanceR A (myśliwsko-bombowa), LanceR B (szkolno-bojowa) i LanceR C (myśliwska), których prototypy oblatano w latach 1995–1996. Te zmiany pozwoliły na pozostawienie samolotów MiG-21 w służbie przez dalsze ponad 20 lat. W 2007 r. Rumunia wystawiła tak ulepszone samoloty MiG-21 do zagranicznej operacji NATO, cztery myśliwce LanceR C zostały wysłane na Litwę z zadaniem dozoru przestrzeni powietrznej państw bałtyckich. Przewidywane jest ich wycofanie w 2023 roku.
Modyfikacje indyjskie i rumuńskie uznaje się za piątą generację samolotu MiG-21.

## Służba

### ZSRR
MiG-21 wykorzystywano we wczesnych etapach wojny w Afganistanie do działań wsparcia wojsk lądowych i rozpoznania (MiG-21R). Został wkrótce zastąpiony przez nowocześniejsze MiG-i-23, MiG-i-27 i Su-22M3.

### Polska
Przez ponad cztery dekady był to podstawowy samolot myśliwski w Polsce. Ostatni masowo zakupiony samolot bojowy dla Sił Powietrznych Rzeczypospolitej Polskiej (WOPK, WL, WLOP, SP RP) oraz Brygady Lotnictwa Marynarki Wojennej. W latach 1961–1980 zakupiono 582 sztuki w 10 wersjach (MiG-21F-13, MiG-21PF, MiG-21PFM, MiG-21M, MiG-21R, MiG-21MF, MiG-21bis, MiG-21U, MiG-21US, MiG-21UM).
Polscy piloci przeszli przeszkolenie na samolotach MiG-21 w 1961 r. Pierwszą jednostką bojową uzbrojoną w tego typu samoloty był 62 Pułk Lotnictwa Myśliwskiego OPK w Poznaniu. 62 plm OPK otrzymał na wyposażenie naddźwiękowe myśliwce MiG-21 F-13 w 1963 r. Jednostka ta (zmieniła nazwę na 3.plm, a następnie została przeformowana w 3.elt) używała MiG-21 do końca ich eksploatacji w Polsce. Pierwsza publiczna prezentacja w locie samolotów MiG-21 miała miejsce 22 lipca 1964 r. nad Warszawą. W następnych latach dokupiono maszyny wersji MiG-21PF i MiG-21PFM. W latach siedemdziesiątych XX w. zamówiono maszyny kolejnych generacji: MiG-21M i MiG-21MF.
Decyzja o zakupie samolotów MiG-21bis dla polskiego lotnictwa została podjęta 4 lipca 1979 r. Pierwsze 10 zakupionych maszyny trafiło 6 marca 1980 r. do 34 plm OPK w Gdyni (przekształconego w 34 plm MW, a następnie w 1.Pucki DMW). Dostawa pierwszych 36 egzemplarzy wersji MiG-21bis została zakończona 26 marca 1980 r. Kolejne samoloty tej wersji trafiły do 26 plm w Zegrzu Pomorskim (późniejszego 9 plm). Po zmianach strukturalnych w SZ RP samoloty MiG-21bis zostały przekazane do 41.elt w Malborku i 3.elt w Poznaniu, gdzie latały do końca służby w SP RP. Samoloty MiG-21bis zostały wycofane z eksploatacji w polskich Siłach Powietrznych 1 stycznia 2004 roku. 3.elt 31.12.2003 r. o godz 8.00 zakończyła dyżur bojowy w systemie OP NATO na samolotach MiG-21 bis i to był już symboliczny koniec długiej służby MiG-21 w polskim lotnictwie wojskowym.
Dostawy samolotów MiG-21 do Polski:
| MiG-21  | 1961 | 1962 | 1963 | 1964 | 1965 | 1966 | 1967 | 1968 | 1969 | 1970 | 1971 | 1972 | 1973 | 1974 | 1975 | 1980 | 1981 | Razem |
| ------- | ---- | ---- | ---- | ---- | ---- | ---- | ---- | ---- | ---- | ---- | ---- | ---- | ---- | ---- | ---- | ---- | ---- | ----- |
| F-13    | 1    | 8    | 16   |      |      |      |      |      |      |      |      |      |      |      |      |      |      | 25    |
| PF      |      |      |      | 21   | 63   |      |      |      |      |      |      |      |      |      |      |      |      | 84    |
| PFM     |      |      |      |      |      | 35   | 42   | 55   |      |      |      |      |      |      |      |      |      | 132   |
| M       |      |      |      |      |      |      |      |      | 6    | 30   |      |      |      |      |      |      |      | 36    |
| MF      |      |      |      |      |      |      |      |      |      |      |      | 9    | 57   | 34   | 20   |      |      | 120   |
| bis     |      |      |      |      |      |      |      |      |      |      |      |      |      |      |      | 36   | 36   | 72    |
| R       |      |      |      |      |      |      |      | 2    | 2    | 8    |      | 24   |      |      |      |      |      | 36    |
| U66-400 |      |      |      |      | 6    |      |      |      |      |      |      |      |      |      |      |      |      | 6     |
| U66-600 |      |      |      |      |      | 5    |      |      |      |      |      |      |      |      |      |      |      | 5     |
| US      |      |      |      |      |      |      |      |      | 3    | 9    |      |      |      |      |      |      |      | 12    |
| UM      |      |      |      |      |      |      |      |      |      |      | 3    | 5    | 9    | 2    | 1    | 24   | 10   | 54    |
| Razem   | 1    | 8    | 16   | 21   | 69   | 40   | 42   | 57   | 11   | 47   | 3    | 38   | 66   | 36   | 21   | 60   | 46   | 582   |

### Wietnam
MiG-21 używano w Wietnamie i był tam jednym z najbardziej zaawansowanych technologicznie samolotów myśliwskich, jednak z powodu niskiej nośności podskrzydłowych węzłów uzbrojenia wielu pilotów północnowietnamskich preferowało latanie samolotem MiG-19.

### Bliski Wschód
Samolot był również intensywnie wykorzystywany w latach 60. i 70. w konfliktach na Bliskim Wschodzie przez siły powietrzne Egiptu, Syrii i Iraku przeciwko Izraelowi.
Egipt zamówił MiG-i-21 w 1961 roku. Początkowo trafiły do tego kraju maszyny w wersji F-13, a kilka lat później – w wersji FL.

### Indie
Jednym z największych użytkowników MiG-ów-21, szczególnie po jego powodzeniu w wojnie indyjsko-pakistańskiej w 1971 roku, były Indyjskie Siły Powietrzne. Samolot był również użyty w 1999 roku podczas walk o Kargil, jednak działania lotnicze nie były tam nasilone. 10 sierpnia 1999 MiG-21bis zestrzeliły naruszający granicę pakistański samolot Breguet Atlantic (16 ofiar), co stanowiło ostatnie do tej pory zwycięstwo tego typu samolotu.

### USA
Potencjalny główny przeciwnik maszyn MiG-21, United States Air Force oraz lotnictwo United States Navy, mogły szczegółowo zapoznać się z radzieckim samolotem pod koniec lat 60. XX wieku. 16 sierpnia 1966 roku do Izraela zbiegł, uprowadzając samolot MiG-21, iracki pilot Munir Redfa. Jego ucieczka nie była przypadkowa. Całą operację, która otrzymała kryptonim Jahalom (diament), zorganizował izraelski Mosad. Z samolotem najpierw zapoznały się Siły Powietrzne Izraela, a rok po ucieczce maszyna trafiła do Stanów Zjednoczonych. Izrael zgodził się na przekazanie maszyny Stanom w zamian za informację na temat radzieckiego systemu przeciwlotniczego S-75. Myśliwiec otrzymał w Stanach oznaczenie YF-110 i był badany w ramach programu o kryptonimie Have Doughnut w bazie Strefa 51. Podczas testów w locie samolot toczył symulowane walki z amerykańskimi maszynami. Celem tych pojedynków była ocena efektywności taktyki stosowanej podczas walki w US Air Force i lotnictwie marynarki. Z MiG-iem mierzyły się McDonnell Douglas F-4 Phantom II, Northrop F-5 Freedom Fighter, North American F-100 Super Sabre, McDonnell RF-101, Lockheed F-104 Starfighter, Republic F-105 Thunderchief, General Dynamics F-111 oraz Douglas B-66 Destroyer.
W 2013 roku partię 25 sztuk polskich MiG-ów zakupiła firma Draken International, współpracująca z amerykańskim lotnictwem. Samoloty zakupiono, by służyły do symulowanych ataków na terytorium USA oraz odgrywania roli przeciwnika w symulowanych walkach.

## Wersje

### Prototypy
- Je-2 – prototyp o skrzydłach skośnych, napędzany silnikiem RD-9, oblatany 14 kwietnia 1954.
- Je-2A – prototyp identyczny z Je-2, ale napędzany silnikiem R-11, oblatany 17 kwietnia 1956.
- Je-50 – trzy sztuki, przerobione z Je-2, których napęd stanowiły silniki RD-9 wspomagane silnikiem rakietowym S-155, oblatany 9 stycznia 1956.
- Je-4 – prototyp ze skrzydłami delta, napędzany silnikiem RD-9, oblatany 16 czerwca 1955.
- Je-5 – prototyp Je-4 z wymienionym silnikiem na R-11, oblatany 9 stycznia 1956.
- Je-6 – prototyp Je-5 z wymienionym silnikiem na R-11F-300 i innymi modyfikacjami, oblatany 20 maja 1958.
- Je-6T – prototyp seryjnego MiGa-21F-13
- Je-6W – prototyp wersji o skróconym rozbiegu i dobiegu, wyposażony między innymi w spadochron hamujący
- Je-6U – dwumiejscowa odmiana Je-6, oblatana 17 października 1960.
- Je-7 – prototyp Je-6 o nosie wydłużonym tak, aby pomieścił radar. Wszedł do produkcji jako MiG-21PF, oblatany 10 sierpnia 1958.
- Je-7SPS – prototyp z hamulcami aerodynamicznymi.
- E-8 – prototyp z wlotem powietrza przeniesionym pod kadłub.
- MiG-21 Analog – dwie maszyny służące do testowania rozwiązań dla Tu-144.
- Je-66 – wersja do bicia rekordów.
- Je-166 – wersja do bicia rekordów.

### Pierwsza generacja
- MiG-21F – pierwsza wersja produkcyjna oparta na Je-6, bez radaru, uzbrojona w dwa działka NR-30.
- MiG-21F-12 – wersja eksportowa dla Finlandii.
- MiG-21F-13 – pierwsza wersja produkowana na dużą skalę, również na licencji w Czechosłowacji jako Avia S-106 i w Indiach jako Hal type 74.
- YF-110 – oznaczenie USAF używane do oznaczenia przechwyconych MiG-21

### Druga generacja
- MiG-21PF (typ 76) – wersja przechwytująca z radarem RP-21, silnikiem R-11F2-300, o zwiększonym zasięgu, pozbawiona działek, ale mogąca przenosić naprowadzane radarem pociski RS-2US[33].
- MiG-21PF-13 (typ 77) – wersja o zmodyfikowanym uzbrojeniu z gondolą podwieszaną GP-9, w której znajduje się działko GSz-23.
- MiG-21PFV – wersja z radarem R-2L i ulepszoną awioniką.
- MiG-21FL – zubożała wersja eksportowa (poza Układ Warszawski) MiGa-21PFV z wersją radaru RP-21, oznaczoną R-1L, bez pocisków RS-2US. Produkowana na licencji w Indiach jako HAL type 77 (205 sztuk 1966-1972), egzemplarze ewaluacyjne z ZSRR oznaczone type 76.
- MiG-21PF-17 lub MiG-21PFS – wersja z silnikiem R11F2S-300.
- MiG-21PF-31 – wersja o powiększonej płetwie pod kadłubem.
- MiG-21PFM (typ 94) – między innymi nowy fotel katapultowy KM-1, nadmuch na klapy SPS, awionika do lotów bez widoczności oraz unowocześniony radar RP-21M[33].
- MiG-21SPS – wersja MiGa-21PFM dla NRD.

### Trzecia generacja
- MiG-21S (typ 95) – niekiedy oznaczany jako MiG-21PFMA, o powiększonym zasięgu i czterech belkach podskrzydłowych.
- MiG-21SM (typ 95) – wersja z działkiem GSz-23 i radarem RP-22.
- MiG-21SMT (typ 50) – wersja o zwiększonym zasięgu
- MiG-21SMB – podobny do MiGa-21SMT, lecz o poprawionej aerodynamice
- MiG-21R (typ 94R) – wersja rozpoznawcza.
- MiG-21RF (typ 95) – wersja rozpoznawcza z silnikiem R-13-300 i aparatami fotograficznymi zabudowanymi w kadłubie.
- MiG-21M (typy 88/96/96A) – wersja eksportowa oparta na MiGu-21SM z silnikiem R-11F2S-300 i radarem RP-21.
- MiG-21MF (typ 96F) – wersja eksportowa z silnikiem R-13-300 i radarem RP-22. Polska zakupiła z silnikiem R-11F2S-300 i radarem RP-21, w celu unifikacji z innymi posiadanymi wersjami.

### Czwarta generacja
- MiG-21bis PPL (typ 75) – silnik R-25-300, radar RP-22SMA.
- MiG-21bis SAU (typ 75A) – jw. + wyposażona w RSBN.

### Piąta generacja
- MiG-21-93 Bison – wersja zmodernizowana przez zakłady SOKOL dla Indii, wyposażona w radar doplerowski z MiGa-29, antyradar i możliwość przenoszenia pocisków R-73, R-27 i R-77.
- MiG-21-2000 Lancer – zestaw do modernizacji opracowany przez Israel Aerospace Industries i Elbit dla Rumunii, z nowym radarem Elta EL/M-2032 i ulepszoną awioniką z dwoma wielofunkcyjnymi wyświetlaczami, uzbrojony w pociski R550 Magic 2.[34]

### Wersje dwumiejscowe
- MiG-21U-400 (typ 66) – pierwsza wersja dwumiejscowa
- MiG-21U-600 (typ 66) – wersja ze spadochronem hamującym.
- MiG-21US (typ 68) – wersja oparta na MiGu-21PFS.
- MiG-21UM (typ 69) – wersja oparta na MiGu-21MF.

### Wersje chińskie

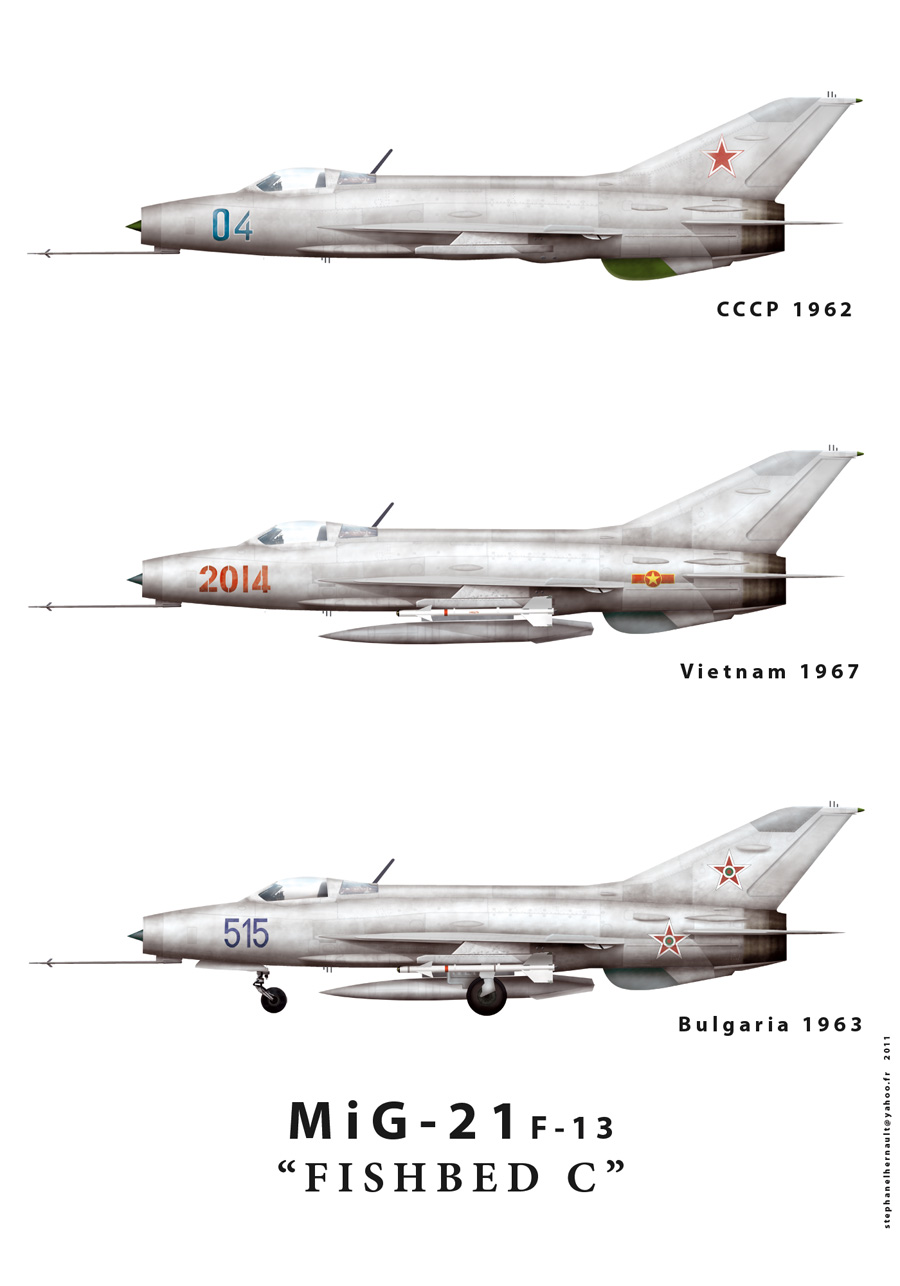
MiG-21 F13
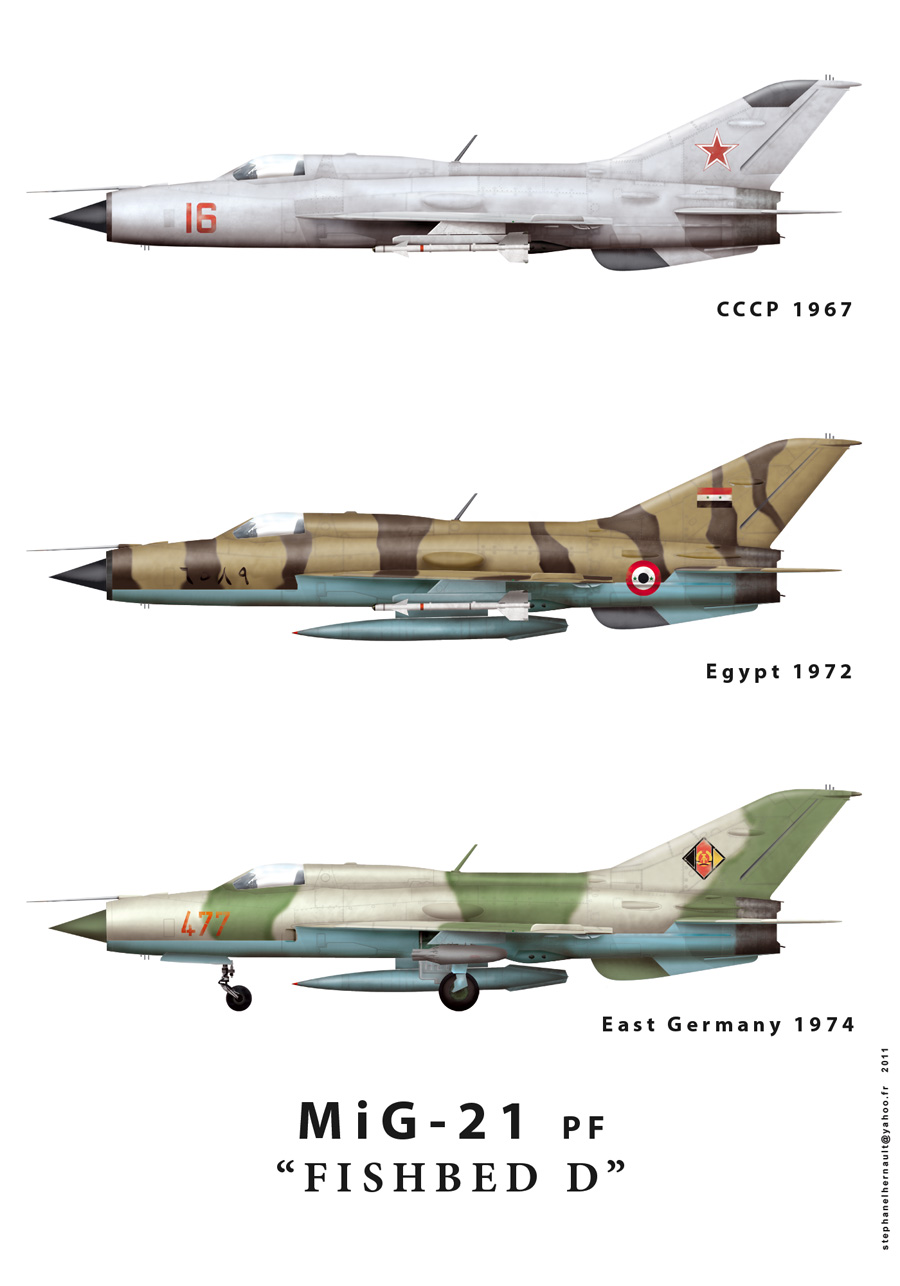
MiG-21 Fishbed D
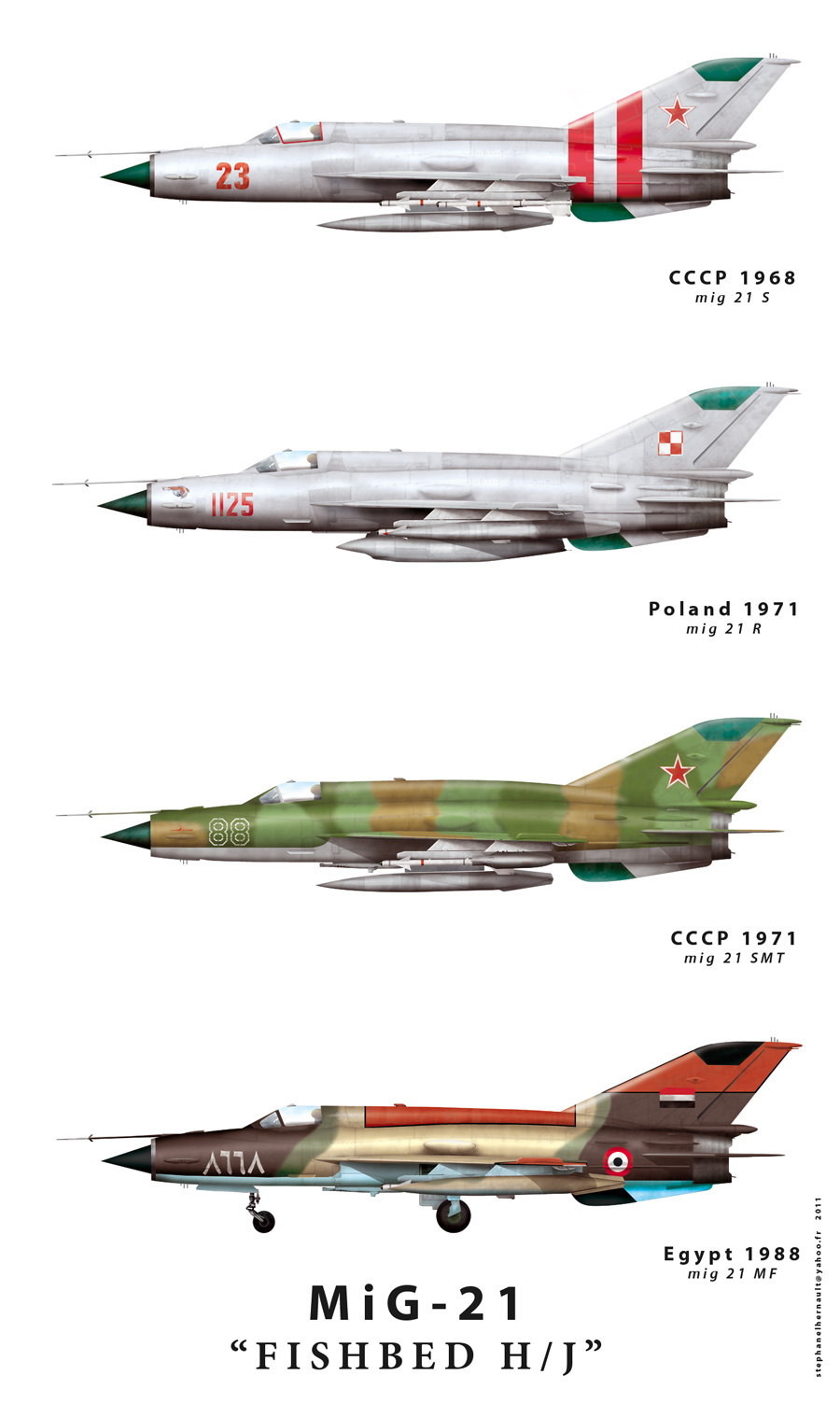
MiG-21 Fishbed H/J
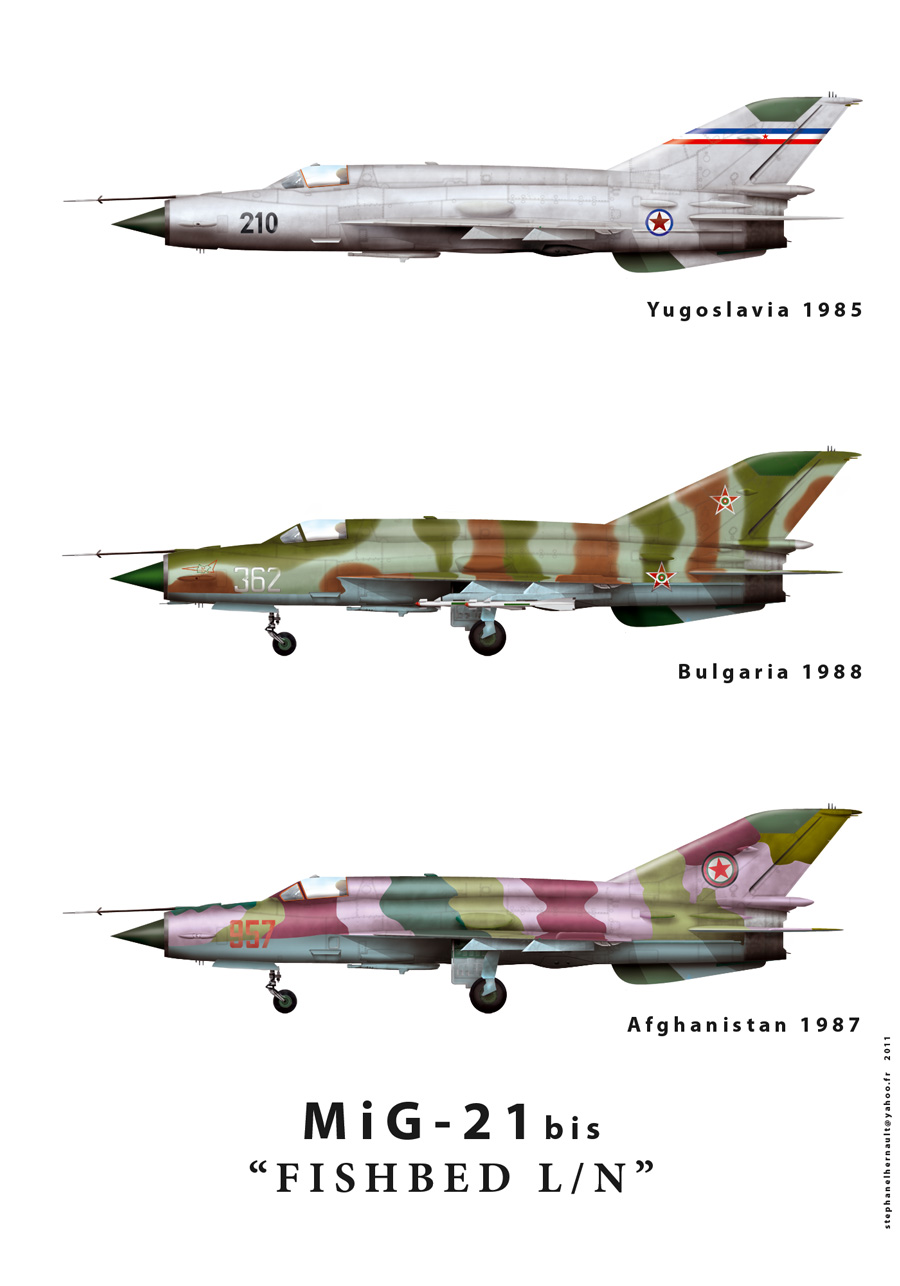
MiG-21 bis Fishbed L/N

### Zakłady produkcyjne
Zakłady produkcyjne i wielkość produkcji poszczególnych wersji:
| Zakład nr 21 Gorki     | 5498 sztuk: 79 MiG-21F (1959-1960); 513 MiG-21F-13 (1960-1962); 517 MiG-21PF (1961-1964); 922 MiG-21PF SPS/PFM (1963-1966); 448 MiG-21R (1966-1971); 145 MiG-21S/SN (1966-1968); 349 MiG-21SM (1968-1971); 281 MiG-21SMT (1971-1973); 2013 MiG-21bis (1972-1985 – w tym eksportowe MiG-21R i bis); 231 MiG-21MF (1975-1976) |
| Zakład nr 30 w Moskwie | 3203 sztuki: 316 MiG-21F-13 (1962-1965); 466 MiG-21PF (1964-1966); 42 MiG-21PFL (1965-1966); 54 MiG-21FL (1965-1967); 760 MiG-21PFM (1966-1968); 530 MiG-21M (1968-1971); 850 MiG-21MF (1970-1974); 15 MiG-21MT (1971); 165 MiG-21U (1964-1968)                                                                             |
| Zakład nr 31 w Tbilisi | 1660 sztuk: 180 MiG-21U (1962–1966); 347 MiG-21US (1966–1970); 1133 MiG-21UM (1971-1985) |
| Aero Vodochody         | 195 MiG-21F-13/S-106 (1967-1972) |
| Hindustan Aeronautics  | 657 sztuk: 204 MiG-21FL/Type 77; 158 MiG-21M/Type 88; 295 MiG-21bis/Type 75 |
| Shenyang/Chengdu       | 12 J-7 (MiG-21F-13) |

## Opis konstrukcji
Jednoosobowy (wersje MiG-21U, MiG-21US, MiG-21UM oraz chińskie „JJ” i „FT” dwuosobowe) średniopłat o konstrukcji półskorupowej z duraluminium i magnezu.
Kadłub o przekroju eliptycznym zaprojektowany z zachowaniem reguły pól, o konstrukcji półskorupowej z pracującym poszyciem. W przedniej części kadłuba znajduje się dyfuzor wlotowy ze stożkiem ruchomym oraz klapki przeciwpompażowe. Począwszy od drugiej generacji wewnątrz stożka umieszczono antenę stacji radiolokacyjnej RP-21M Sapfir. W części kadłuba mieszczącej kabinę pilota i wnękę przedniego podwozia kanał powietrzny rozdziela się na boki.
Kabina szczelna typu wentylacyjnego z fotelem katapultowym KM-1M. W samolotach pierwszej generacji osłona kabiny odchylana jest do przodu, podczas katapultowania jest odstrzeliwana razem z fotelem i chroni pilota. Począwszy od samolotów drugiej generacji osłona kabiny jest odchylana na prawy bok. Przednia szyba pancerna o grubości 62 mm z umieszczonym w osłonie peryskopem.
Skrzydła samolotu zbudowane są w konfiguracji delta ze skosem natarcia 57°. Zastosowano profil CAGI S-12 o grubości względnej 4,2% u nasady i 5% na końcu skrzydła. Konstrukcję skrzydła oparto na dźwigarze, belce głównej, przedniej i tylnej ściance wzmacniającej oraz żebrach. Pokrycie wykonane z blachy o grubości 1,-2,5 mm. Na górnej powierzchni skrzydeł znajdują się prowadnice aerodynamiczne oraz przerywacze, natomiast na dolnej wnęki podwozia głównego i węzły do podwieszania uzbrojenia. Na krawędzi spływu znajdują się lotki i klapy wyposażone w układ zdmuchiwania warstwy przyściennej SPS.
Stateczniki poziome o konstrukcji płytowej o skosie 55°, statecznik pionowy pojedynczy o skosie 60°. Na końcach usterzenia umieszczono masy przeciwflatterowe. Usterzenie poziome posiada powierzchnię 3,94 m² i profil symetryczny A6A o grubości względnej 6%. U nasady usterzenia znajduje się pojemnik mieszczący spadochron hamujący typu PT-21UK o powierzchni 19 m², który może być wypuszczony w fazie przyziemienia przy prędkości poniżej 320 km/h. Po wyhamowaniu samolotu spadochron jest odrzucany.
Samolot wyposażony jest w podwozie trójkołowe z hamulcami tarczowymi i amortyzacją olejowo-powietrzną. Podwozie przednie jednokołowe chowane do przodu kadłuba, koła o średnicy 500 mm. Podwozie główne jednokołowe chowane do skrzydeł i kadłuba z jednoczesnym obrotem o 87°, koła o średnicy 660 mm (od drugiej generacji 800 mm).
Napęd stanowi jeden silnik turboodrzutowy R-11F-300 o masie 1182,2 kg i ciągu 38,7 kN (60,6 kN z dopalaniem). Jest to silnik jednoprzepływowy z dwuwirnikową, osiową, ośmiostopniową sprężarką, cylindryczno-pierścieniową komorą spalania i dwustopniową turbiną. Pierwszy, trzystopniowy wirnik niskiego ciśnienia jest połączony wałem z drugim pięciostopniowym wirnikiem wysokiego ciśnienia. Komora spalania dopalacza jest prosta, cylindryczna z pierścieniowym stabilizatorem płomienia. Dysza wylotowa o zmiennym przekroju w zakresie dopalania. Cały przedział silnikowy jest chłodzony powietrzem z wlotu powietrza doprowadzonym przez okna chłodnicy powietrzno-powietrznej.
Instalacja paliwowa zapewnia zaopatrzenie silnika w paliwo we wszystkich zakresach i wysokościach lotu. Paliwo znajduje się w pięciu gumowych zbiornikach umieszczonych w metalowych kontenerach w kadłubie i czterech zbiornikach integralnych w skrzydłach. Począwszy od samolotów drugiej generacji dodatkowy zbiornik paliwa umieszczono w owiewce za kabiną pilota (tzw. zbiornik nr 7). Maksymalna pojemność wewnętrznych zbiorników paliwa wynosi 2885 l, dodatkowo samolot może przenosić trzy zbiorniki podwieszane (1 × 800l i 2 × 490 l lub 3 × 490 l).
Uzbrojenie stanowi działko NR-30 z zapasem 60 naboi. Ponadto na czterech belkach podskrzydłowych możliwe jest podwieszenie rakiet i bomb.

## Dane techniczne
Dane techniczne dla wybranych wersji MiG-21:
|                                               | MiG-21F-13 | MiG-21PFM  | MiG-21MF   | MiG-21bis    |
| --------------------------------------------- | ---------- | ---------- | ---------- | ------------ |
| Rozpiętość                                    | 7,154 m    | 7,154 m    | 7,154 m    | 7,154 m      |
| Długość                                       | 13,46 m    | 13,58 m    | 13,58 m    | 12,25 m      |
| Wysokość                                      | 4,10 m     | 4,125 m    | 4,125 m    | 4,125 m      |
| Masa własna                                   | 4980 kg    | –          | 5350 kg    | 5843 kg      |
| Masa całkowita                                | 7370 kg    | 7750 kg    | 8200 kg    | 8726 kg      |
| Masa maksymalna                               | 8625 kg    | 9080 kg    | 9320 kg    | 10400 kg     |
| Prędkość maksymalna                           | 2125 km/h  | 2175 km/h  | 2175 km/h  | 2175 km/h    |
| Prędkość oderwania od ziemi                   | –          | 280 km/h   | 300 km/h   | 330–370 km/h |
| Prędkość przyziemienia                        | 260 km/h   | 270 km/h   | 270 km/h   | 270–300 km/h |
| Pułap praktyczny                              | 19 000 m   | 19 000 m   | 19 000 m   | 19 000 m     |
| Czas wznoszenia na 19 000 m                   | 13,5 min   | 11,4 min   | –          | –            |
| Zasięg                                        | 1300 km    | 1370 km    | 1400 km    | 1225 km      |
| Zasięg ze zbiornikami dodatkowymi             | 1580 km    | 1680 km    | 1850 km    | 1470 km      |
| Długotrwałość lotu                            | 1 h 37 min | 1 h 47 min | 1 h 54 min | 1 h 31 min   |
| Długotrwałość lotu ze zbiornikami dodatkowymi | 1 h 56 min | 2 h 09 min | –          | 2 h 15 min   |

## Użytkownicy
Obecni użytkownicy
- Angola (Angolskie Siły Powietrzne)
- Azerbejdżan – 5 sztuk w służbie[41].
- Chorwacja – (Chorwackie Siły Powietrzne)
- Gwinea
- Indie (IAF) 848 sztuk od 1963
- Jemen – 19 w służbie, niektóre zostały zniszczone na lotniskach.
- Libia (Libijskie Siły Powietrzne)
- Mali (Malijskie Siły Powietrzne)
- Mozambik
- Syria: 535 sztuk od 1965
- Egipt (EAF) 496 sztuk od 1967 (kolejne 150 chińskich F-7)
- Rumunia (Forțele Aeriene Române): 305 sztuk od 1962
- Sudan
- Kuba (FAR): 269 sztuk od 1962
- Uganda
- Korea Północna: 217+ sztuk od 1966
- Libia (Libijskie Siły Powietrzne): 169 sztuk od 1975
- Zambia

Byli
- Afganistan
- Algieria
- Bangladesz
- Białoruś
- Burkina Faso
- Bułgaria (PVOiVVS): 226 – 239 sztuk (w zależności od źródła) od 1963-2015 – MiGi zasilały bułgarskie lotnictwo w latach 1963–1990. Obok maszyn nowych, 86 pozyskanych samolotów wcześniej używane było przez lotnictwo ZSRR. W latach 1966–2003 utracono w wypadkach i katastrofach 42 samoloty, pilotując ten typ zginęło 25 pilotów[42]. 18 grudnia 2015 roku nastąpiło oficjalne zakończenie służby ostatnich w bułgarskim lotnictwie trzech maszyn MiG-21. Były to dwa samoloty w wersji MiG-21bis SAU i jeden typu MiG-21UM[42].
- Czad (Czadyjskie Siły Powietrzne)
- Chiny – Zastąpione przez Chengdu J-7.
- Czechosłowacja: 433 sztuki 1961–1990 (Czechy do 2005)
- Demokratyczna Republika Konga
- Erytrea
- Etiopia
- Finlandia (Ilmavoimat): 54 sztuki 1963–1998
- Gruzja
- Gwinea Bissau – Wycofane w 2004 roku.
- Indonezja
- Iran
- Irak (IQAF) 312 sztuk 1963–2003
- ISIS – Zdobyli 19 (1 używany)[43][44][45][46]. Oryginalnie 3 w warunkach pozwalających na działanie. Siły Powietrzne Syrii twierdzą, że dwa z nich zostały zestrzelone i wyeliminowane z użytku[47]. Obecnie nie są już używane.
- Kirgistan
- Kongo
- Laos
- Mongolia (Mongolskie Siły Powietrzne)
- Madagaskar
- Namibia
- NRD (LSK/NVA): 561 sztuk 1962–1990 ( Niemcy do 1994)
- Nigeria
- Polska (WOPK) 582 sztuki 1963–2004
- Rosja (Siły Powietrzne Federacji Rosyjskiej)
- Serbia (Serbskie Siły Powietrzne) Ostatnie wycofano 21 maja 2021[48]
- Słowacja (Słowackie Siły Powietrzne) – Wycofane w 2003 roku. Przekazane do muzeum lub zezłomowane.
- Somalia (Somalijskie Siły Powietrzne)
- Tanzania
- Turkmenistan
- Ukraina
- Jugosławia: ~200 sztuk 1962–1992
- Węgry (Magyar Néphadsereg légiereje): 256 sztuk 1961–2001
- ZSRR (WWS i PWO): ponad 6000 sztuk 1959–1991
- Wietnam: 270+ sztuk 1965-2015
- Zair

## W muzeach

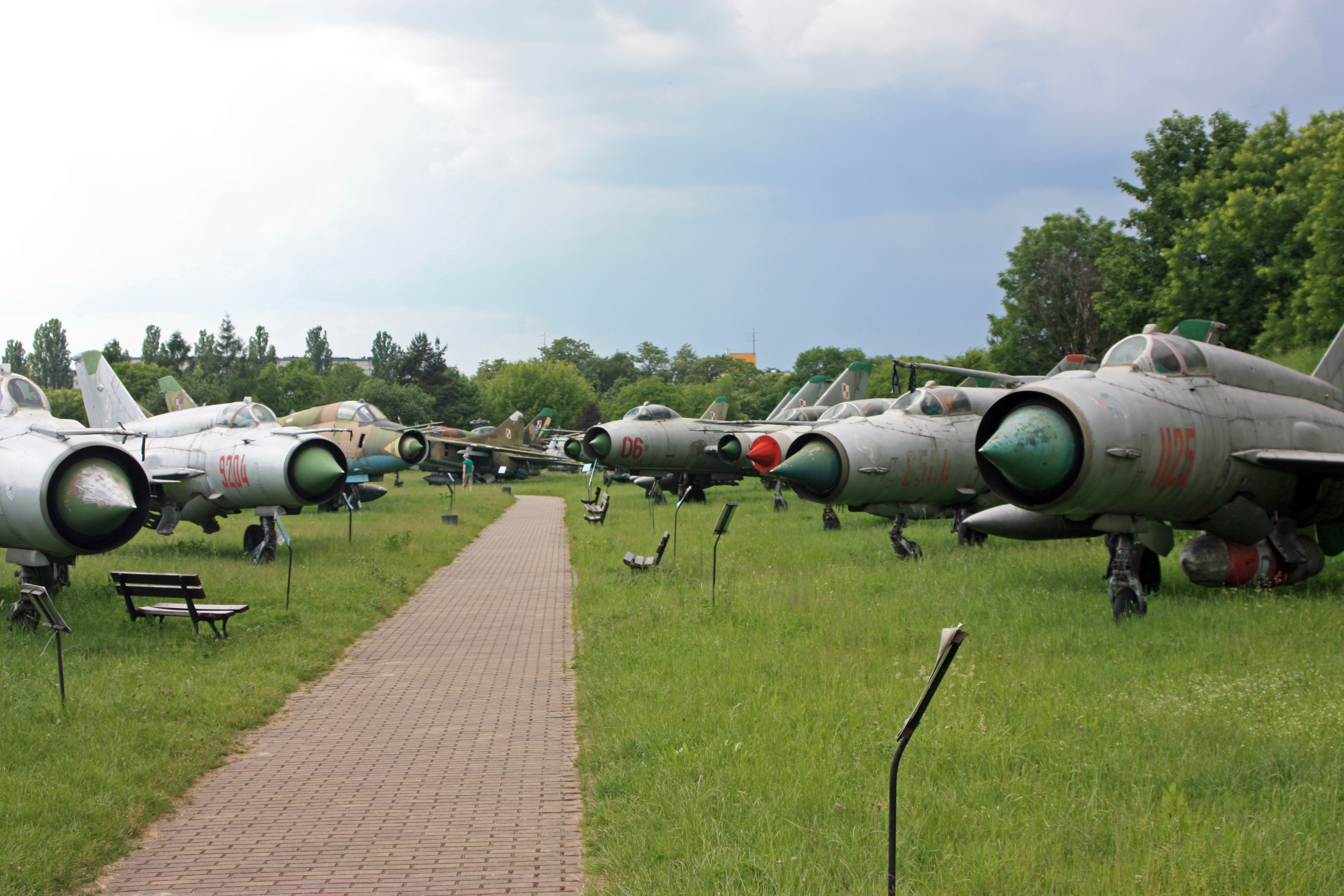
Samoloty MiG-21 w zbiorach Muzeum Lotnictwa Polskiego w Krakowie

Samoloty MiG-21 można oglądać w następujących muzeach w Polsce:
Muzeum Sił Powietrznych w Dęblinie
- MiG-21PFM nr taktyczny 10 – przekazany przez Dowództwo Sił Powietrznych
- MiG-21PF nr taktyczny 1702 nr seryjny 761702 – 8 września 2011 roku odkupiony z Wystawy Sprzętu Lotniczego w Łodzi, zakup sfinansowała Rada Miasta Dęblin
- MiG-21M nr taktyczny 1808 – przekazany przez 42. Bazę Lotnictwa Szkolnego w Radomiu
- MiG-21PF nr taktyczny 1809 – przekazany przez Dowództwo Sił Powietrznych
- MiG-21M nr taktyczny 2001 – użyczony z Muzeum Wojsk Lądowych w Bydgoszczy
- MiG-21U nr taktyczny 2720 – przekazany przez Dowództwo Sił Powietrznych
- MiG-21PFM nr taktyczny 5705 – przekazany przez Dowództwo Sił Powietrznych
- MiG-21MF nr taktyczny 9113 nr seryjny 96A9113 – poprzednio eksponowany na wystawie przy Wyższej Oficerskiej Szkole Sił Powietrznych
- MiG-21UM nr taktyczny 9348 – przekazany przez 21. Centralny Poligon Lotniczy

Lubuskie Muzeum Wojskowe w Drzonowie
- MiG-21F-13 nr taktyczny 2307 nr seryjny 742307
- MiG-21R nr taktyczny 1423 nr seryjny 94R011423
- MiG-21PFM nr taktyczny 7815 nr seryjny 94N7815
- MiG-21U nr taktyczny 1318 nr seryjny 661318

Muzeum Marynarki Wojennej w Gdyni
- MiG-21bis nr taktyczny 8905 nr seryjny 75078905[49]

Muzeum Lotnictwa Polskiego w Krakowie
- MiG-21F-13 nr taktyczny 809 nr seryjny 740809
- MiG-21PF nr taktyczny 1901 nr seryjny 761901
- MiG-21PF nr taktyczny 2004 nr seryjny 762004
- MiG-21PF nr taktyczny 2009 nr seryjny 762009
- MiG-21R nr taktyczny 1125 nr seryjny 94R021125
- MiG-21PFM nr taktyczny 01 nr seryjny 94ML01
- MiG-21PFM nr taktyczny 04 nr seryjny 94ML04
- MiG-21PFM nr taktyczny 6513 nr seryjny 94N6513
- MiG-21PFM nr taktyczny 6614 nr seryjny 94A6614
- MiG-21U nr taktyczny 1217 nr seryjny 661217
- MiG-21US nr taktyczny 4401 nr seryjny 1685144
- MiG-21UM nr taktyczny 9349 nr seryjny 516999349
- MiG-21MF nr taktyczny 9107 nr seryjny 969107
- MiG-21bis nr taktyczny 9204 nr seryjny 75089204
- MiG-21M nr taktyczny 2003 nr seryjny 962003

Muzeum Uzbrojenia w Poznaniu
- MiG-21PFM nr taktyczny 4106 nr seryjny 94A4106

Muzeum Orła Białego w Skarżysko-Kamiennej
- MiG-21PF nr taktyczny 2401 nr seryjny 762401

Muzeum Ziemi Sochaczewskiej i Pola Bitwy nad Bzurą w Sochaczewie
- MiG-21R nr taktyczny 1706 nr seryjny 94R01706

Prywatne Muzeum Militariów w Świdnicy, Witoszowie Dolnym
- MiG-21bis nr taktyczny 0804 nr seryjny 75080804

Muzeum Wojska Polskiego w Warszawie
- MiG-21PF nr taktyczny 0615 nr seryjny 760615 (park plenerowy przed główną siedzibą MWP, Al. Jerozolimskie 3)
- MiG-21PF nr taktyczny 1802 nr seryjny 761802 (Muzeum Polskiej Techniki Wojskowej, ul. Powsińska 13)
- MiG-21PFM nr taktyczny 6604 nr seryjny 96A6604 (Muzeum Polskiej Techniki Wojskowej, ul. Powsińska 13)
- MiG-21MF nr taktyczny 8113 nr seryjny 96008113 (Muzeum Polskiej Techniki Wojskowej, ul. Powsińska 13)
- MiG-21UM nr taktyczny 6006 nr seryjny 06695160 (Muzeum Polskiej Techniki Wojskowej, ul. Powsińska 13)

Jednostka Ratowniczo – Gaśnicza Nr 3 w Toruniu, ul. Olsztyńska 6
- MiG-21MF nr taktyczny 9015 nr seryjny 96A9015

Prywatne Muzeum Techniki i Militariów w Rzeszowie
- MiG-21U nr taktyczny 2719 nr seryjny 662719[56]

Lotnicze Zakłady Naukowe we Wrocławiu ul. Kiełczowska 43:
- MiG-21 PFM nr taktyczny 7502, nr seryjny 02695175
- MiG-21UM nr taktyczny 5609, nr seryjny 94A5609

## Latające/cywilne
- Dawne polskie myśliwce MiG-21 Bis i MiG-21 UM (w sumie 25 samolotów obu wersji) amerykańska korporacja Draken International będzie używała podczas zakontraktowanych wcześniej ćwiczebnych walk powietrznych i manewrów wojskowych[58]. Oprócz tego firma zajmuje się szkoleniem cywilnych/prywatnych pilotów, pokazami, więc istnieje możliwość nauki pilotażu czy prywatnych lotów[59].